# Bob Hazell
Bob Hazell, all'anagrafe Robert Joseph Hazell (Kingston, 14 giugno 1959) è un ex calciatore inglese, di ruolo difensore.

## Biografia
Pur essendo nato in Giamaica rappresentò la nazionale inglese a livello giovanile, in quanto aveva la cittadinanza di tale Paese. Suo nipote Reuben Hazell è stato a sua volta un calciatore professionista.

## Caratteristiche tecniche
Era un difensore centrale.

## Carriera

### Club
Dopo aver giocato nelle giovanili del Wolverhampton esordisce tra i professionisti con la prima squadra dei Wolves nella stagione 1977-1978, all'età di 18 anni, giocando 20 partite nella prima divisione inglese, nel corso delle quali mette anche a segno una rete; rimane in squadra anche nella stagione 1978-1979, in cui gioca ulteriori 13 partite di campionato, sempre in massima serie.
Nell'estate del 1979 viene ceduto per 240000 sterline al QPR, club appena retrocesso in seconda divisione; qui trascorre complessivamente quattro stagioni, tutte in questa categoria, tre delle quali (tutte tranne la seconda) da titolare. Gioca inoltre da titolare la finale della FA Cup 1981-1982 (persa al replay contro il Tottenham), ed al termine della stagione 1982-1983 vincendo il campionato conquista la promozione in prima divisione, categoria in cui gioca 6 partite nella stagione 1983-1984, prima di venire ceduto a stagione in corso per 100000 sterline al Leicester City, altro club di massima serie, con cui nella rimanente parte di stagione mette a segno 2 reti in 27 partite di campionato. Nella stagione successiva, condizionato negativamente da vari infortuni, gioca solamente 14 partite; nella stagione 1985-1986, la sua ultima alle Foxes, non scende invece mai in campo, facendo in compenso per un breve periodo ritorno in prestito al Wolverhampton, con cui gioca una partita in terza divisione, categoria in cui nella prima parte della stagione 1986-1987 segna poi una rete in 4 presenze con il Reading. Si accasa poi da svincolato al Port Vale di John Rudge, con cui termina la stagione 1986-1987 e trascorre anche il biennio seguente giocando in terza divisione, per poi ritirarsi nel 1989, all'età di 30 anni.
In carriera ha totalizzato complessivamente 266 presenze e 12 reti nei campionati della Football League.

### Nazionale
Nel 1978 ha giocato una partita con la nazionale inglese Under-21.

## Palmarès

### Club

#### Competizioni nazionali
- Campionato inglese di seconda divisione: 1

Q.P.R.: 1982-1983